# Brunška Gora
Brunška Gora je naselje u slovenskoj Općini Radeču. Brunška Gora se nalazi u pokrajini Štajerskoj i statističkoj regiji Savinjskoj. 

## Stanovništvo
Prema popisu stanovništva iz 2002. godine naselje je imalo 74 stanovnika.